# Boško Petrović
Boško Petrović (* 18. Februar 1935 in Bjelovar, Königreich Jugoslawien; † 10. Januar 2011 in Zagreb, Kroatien) war ein kroatischer Vibraphonist und Musikproduzent des Modern Jazz.

## Leben und Wirken
Petrović erhielt mit sieben Jahren Geigenunterricht und wechselte dann über das Akkordeon und Schlagzeug zum Vibraphon. 1959 gründete er eine Band, aus der dann das bis 1970 bestehende Zagreb Jazz Quartet (mit Davor Kajfeš, Miljenko Prohaska und Silvije Glojnarić) hervorging, das die Musik des damaligen Jugoslawien mit dem Jazz verschmolz und einer der Begründer des Balkanjazz wurde. In den acht Jahren seines Bestehens gab das Quartett zahlreiche Konzerte auch in Mitteleuropa und in der Sowjetunion. John Lewis sorgte dafür, dass es mit einem Stück an seinem europäischen Album Animal Dance (1964) beteiligt wurde. 1968/69 wurde die Combo um Art Farmer zum Quintett erweitert.
1970 formierte Petrović mit jüngeren Musikern die B.P. Convention, mit der er durch Mitteleuropa und Skandinavien, Indien, Japan, die Sowjetunion und die Vereinigten Staaten tourte. Daneben trat er auch mit der Formation Unijazz und einer Bigband unter Leitung von Oliver Nelson auf dem Montreux Jazz Festival 1971 auf (Swiss Suite, 1971). Gemeinsam mit Musikern aus dem damaligen Ostblock wie Michał Urbaniak, Zbigniew Seifert, Włodzimierz Nahorny, Csaba Deseő, Aladár Pege, Jiří Stivín oder Ernst-Ludwig Petrowsky gründete er die von ihm geleiteten Novocovertibile All Stars, die zuerst auf dem Berliner Jazzfestival 1971 auftraten und in der Folge diverse Aufnahmen vorlegten. Seit 1985 spielte er auch im Duo mit dem Pianisten Neven Frangeš.
Petrović stellte auch im Radio und Fernsehen Jazzprogramme vor und leitete seinen eigenen Jazzclub in Zagreb, wo er auch selbst auftrat und mit Joe Pass und anderen Musikern für sein Label Jazzete aufnahm.
Petrović starb im Januar 2011  in seiner Wohnung in Zagreb. Zu seinem Gedenken wurden im selben Jahr verschiedene Veranstaltungen in seinem Heimatland und anderen Ländern Europas organisiert.

## Diskographische Hinweise
- Buck Clayton & Big Joe Turner & Zagreb Jazz Quartet Feel So Fine (1965)
- Zagreb Jazz Quartet With Pain I Was Born (Fontana 1966)
- Nonconvertible All Stars Swinging East (mit Simeon Shterev, Michał Urbaniak, Salko Mujicic, Dan Mândrilă, Ozren Depolo, Pop Asanovic, Aladar Pege, Miljenko Prohaska, Ratko Divjak, MPS 1971)
- B.P. Convention Zeleno Raspoloženje (1974)
- B.P. Convention, Zagrebački Solisti Misterij Bluesa (mit u. a. John Lewis, 1976)
- Josipa Lisac & B. P. Convention Big Band International (mit Clark Terry, Art Farmer, Ernie Wilkins, Gianni Basso, Albert Mangelsdorff u. a., 1976)
- Jasna Bilušić & B.P. Club All Stars Lady Be Good (mit Bob Mover, Gianni Basso, Dusko Goykovich, Erich Kleinschuster, Toots Thielemans u. a., 1990)
- Boško Petrović Quintet (mit James Newton, Neven Frangeš, Niels-Henning Ørsted Pedersen, Alvin Queen, 1995)

## Lexigraphische Einträge
- Wolf Kampmann (Hrsg.), unter Mitarbeit von Ekkehard Jost: Reclams Jazzlexikon. Reclam, Stuttgart 2003, ISBN 3-15-010528-5.
- Leksikon jugoslavenske muzike, Band 1 (1984)